# Francine Fox
Francine Fox   (Washington DC, 16 de març de 1949) és una piragüista d'aigües tranquil·les estatunidenca, ja retirada, que va competir durant la dècada de 1960.
El 1964 va prendre part en els Jocs Olímpics d'Estiu de Tòquio, on guanyà la medalla de plata en la prova del K-2, 500 metres del programa de piragüisme. Formà parella amb Glorianne Perrier.
En el seu palmarès també destaquen cinc campionats nacionals en diferents modalitats.